# Юнион-Сити (Джорджия)
Юнион-Сити (англ. Union City) — город в округе Фултон в штате Джорджия в Соединённых Штатах Америки.
Согласно данным переписи населения США 2020 года число жителей города 
составляло 26 830 человек.

## История
Единого мнения о происхождении названия города нет; одни утверждают, что город был назван в честь профсоюза железнодорожников на железнодорожном узле, другие настаивают, что название связано с «Союзом фермеров» (англ. Farmer's Union), штаб-квартира которого когда-то находилась здесь.
Генеральная ассамблея Джорджии включила Вудсток в реестр штата в качестве города в 1908 году.

## География
По данным Бюро переписи населения США, общая площадь города составляет 19,3 квадратных миль (50,0 км2), из которых 19,1 квадратных миль (49,5 км2) приходится на сушу, а 0,2 квадратных мили (0,5 км2 или 0,83%) — на водную поверхность.